# Laetesia oceaniae
Laetesia oceaniae är en spindelart som först beskrevs av Lucien Berland 1938.  Laetesia oceaniae ingår i släktet Laetesia och familjen täckvävarspindlar. Inga underarter finns listade i Catalogue of Life.